# Dessau-Roßlau
Dessau-Roßlau er en kreisfri by i den tyske delstat Sachsen-Anhalt. Den ligger hvor de to floder Elben og Mulde løber sammen. Byen er dannet ved at Dessau og Roßlau 1. juli 2007 blev sammenlagt. Dessau-Roßlau er indbyggermæssigt den tredje største by i Sachsen-Anhalt , efter Magdeburg og Halle.

## Dessau
se hovedatikel:Dessau
Dessau har den største befolkning med omkring 77.000 indbyggere (2006). Det meste af byen ligger på venstre bred af floden Mulde, syd for dens udløb i Elben. Dessau blev nævnt første gang i 1213, og blev i det 14. århundrede hovedstad i den lille stat Anhalt-Dessau. Mellem 1863 og 1918 var den hovedstad for Anhalt. Fra den anden halvdel af 1800-tallet udviklede byen sig til en industriby. Den berømte arkitektskole Bauhaus lå i Dessau mellem 1925 og 1932.

## Roßlau
Roßlau har omkring 13.000 indbyggere (2006). Den ligger på Elbens højre bred, tæt ved dens sammenløb med Mulde, omkring 7 kilometer nord for Dessau centrum.